# Royal Asscher Diamond Company

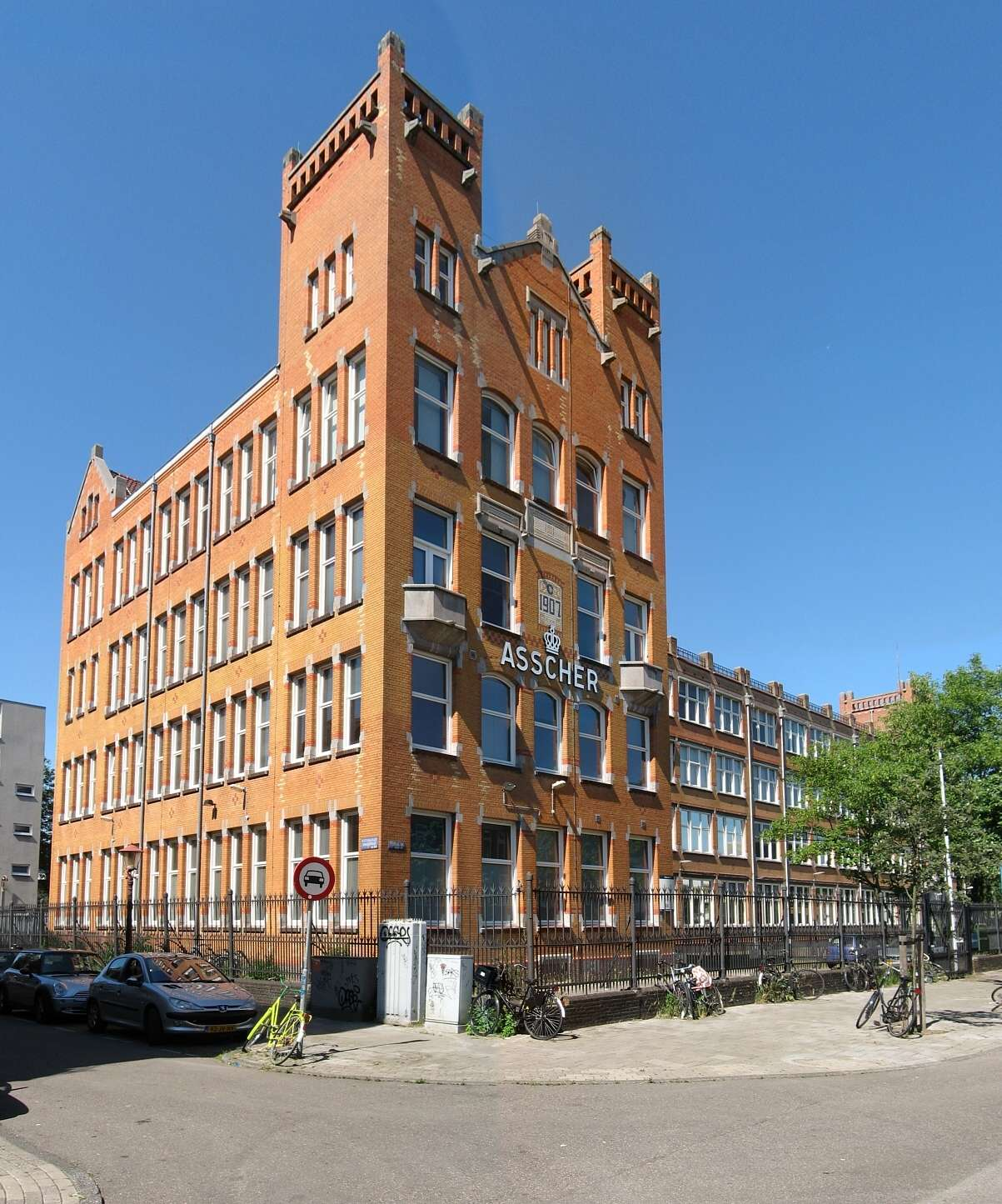
Колишня штаб-квартира Asscher Diamond Factory на Tolstraat 127 в Амстердамі

Royal Asscher Diamond Company (нід. Koninklijke Asscher Diamant Maatschappij) — компанія з ограновування дорогоцінних каменів, була заснована в 1854 році родиною огранників Ашерів. Компанія відповідає за ограновування деяких із найвідоміших діамантів у світі, включаючи два з трьох найбільших діамантів, які коли-небудь були знайдені (серед яких Куллінан). Його штаб-квартира все ще знаходиться на початковому місці Tolstraat 127 в Амстердамі, Нідерланди. Компанія також має регіональні штаб-квартири в Нью-Йорку (Royal Asscher Америки) і Токіо (Royal Asscher Японії).
Royal Asscher досі належить родині Ашерів, сьогодні відомої діамантової династії. Asscher Diamond Company, прославлена на рубежі 20-го століття Джозефом і Авраамом Ашерами, стала Королівською діамантовою компанією Asscher у 1980 році, коли королева Нідерландів Юліана нагородила її голландським королівським правом на знак визнання авторитету компанії як у Нідерланди та в усьому світі. У 2011 році королева Беатрікс увічнила королівський префікс ще на 25 років.

## Історія
У 1854 році Джозеф Ісаак Ашер, відомий ремісник у алмазній промисловості, заснував алмазну компанію IJ Asscher, названу на честь свого сина Ісаака Джозефа Ашера, який пішов стопами свого батька та почав працювати в алмазній промисловості. Він передав свій досвід п’ятьом своїм синам, у тому числі Джозефу (плідному та неперевершеному розсікачу алмазів) та Аврааму (талановитому новатору та бізнесмену). Разом вони стали найвидатнішими експертами з діамантів ХХ століття. За Джозефа та Авраама компанія була відома як Asscher Diamond Company і ограновувала діаманти для ювелірних виробів для всесвітньо відомих бутиків і будинків у всьому світі. Будучи однією з найбільших компаній із полірування алмазів у світі на той час, компанія була відома тим, що мала королівських осіб, знаменитостей і політиків як приватних клієнтів.
У 1902 році Джозеф Ашер розробив і запатентував свою тезку оригінальної крої Ашера. Це символічне огранювання було першим у світі запатентованим огранюванням діаманта, що захищало його від копіювання іншими компаніями. Компанія Asscher Diamond Company зберігала свій ексклюзивний патент до Другої світової війни та спостерігала високі міжнародні продажі, особливо в 1920-х і 30-х роках, коли як огранювання, так і компанія були на піку успіху.